# Tetraphenylcyclopentadienon
Tetraphenylcyclopentadienon ist eine aromatische chemische Verbindung aus der Gruppe der Ketone und polycyclischen aromatischen Kohlenwasserstoffe.

## Gewinnung und Darstellung
Tetraphenylcyclopentadienon kann durch Kondensation von 1,3-Diphenyl-2-propanon  mit Benzil unter Basen-Katalyse gewonnen werden.

## Eigenschaften
Tetraphenylcyclopentadienon ist ein dunkellilafarbener bis schwarzer Feststoff. Er reagiert leicht mit Dienophilen.

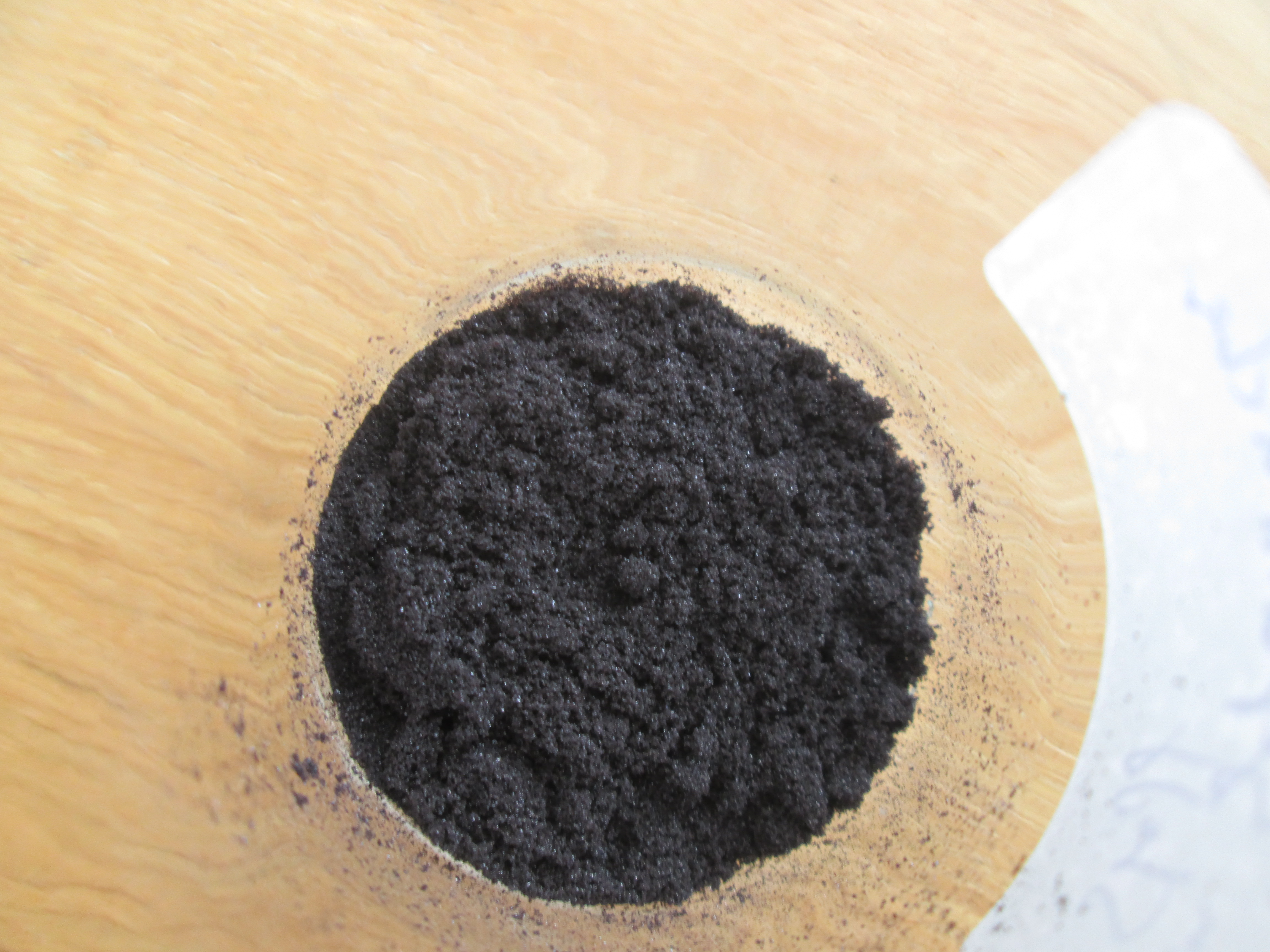
Tetraphenylcyclopentadienon in einem 100 ml Schraubglas. Hergestellt durch zweifache Aldolkondensation aus 1,3-Diphenylaceton und Benzil.

## Verwendung
Tetraphenylcyclopentadienon wird zur Synthese von aromatischen Verbindungen und zur Untersuchung von Diels-Alder-Reaktionen verwendet.